# Loftus-Versfeld-Stadion
Das Loftus-Versfeld-Stadion ist ein Rugby- und Fußballstadion in der südafrikanischen Hauptstadt Pretoria, Gemeinde Tshwane, Provinz Gauteng. Es hat ein Fassungsvermögen von 51.762 Zuschauern und wurde zuletzt 2008 vollständig modernisiert. Bei der Fußball-Weltmeisterschaft 2010 gab es dort jedoch nur 42.858 überwiegend nicht überdachte Sitzplätze.

## Geschichte
Der Ort des heutigen Stadions wird seit 1903 als Sportplatz genutzt. Die erste stadionartige Anlage wurde 1923 aus Beton errichtet. Zu diesem Zeitpunkt fasste das Stadion lediglich 2.000 Zuschauer. Ab dem Jahre 1948 ist das Stadion mehrfach weiter ausgebaut worden.
Das Stadion ist Heimstätte der südafrikanischen Rugby-Union-Mannschaften Bulls in der United Rugby Championship und Blue Bulls im Currie Cup. Die beiden Fußballvereine SuperSport United und Mamelodi Sundowns benutzen das Loftus-Versfeld-Stadion und das Lucas Masterpieces Moripe Stadium jeweils teilzeitlich. Außerdem fanden dort auch einige Spiele der Rugby-Union-Weltmeisterschaft 1995 statt.
Weiter wurde im Vorfeld der Fußball-Weltmeisterschaft der Konföderationen-Pokal 2009 im Stadion ausgetragen. 2010 wurden hier fünf Spiele der Erstrunde und eine Zweitrundenpartie der Fußball-Weltmeisterschaft ausgetragen.
Neben Sportveranstaltungen werden in dem Stadion Konzerte abgehalten.
Der Name des Stadions geht auf Robert Owen Loftus Versfeld zurück, welcher als Begründer des organisierten Sports in Pretoria gilt.

## Spiele der Rugby-Union-Weltmeisterschaft 1995 in Pretoria

### Gruppenspiele
- Gruppe D – 26. Mai 1995:  Frankreich –  Tonga 38:10
- Gruppe D – 30. Mai 1995:  Schottland –  Tonga 41:5
- Gruppe D – 3. Juni 1995:  Frankreich –  Schottland 22:19

### Viertelfinale
- 11. Juni 1995:  Neuseeland –  Schottland 48:30

### Spiel um Platz 3
- 22. Juni 1995:  England –  Frankreich 9:19

## Spiele des Konföderationen-Pokals 2009 in Pretoria

### Gruppenspiele
- Gruppe B – 15. Juni 2009, 20:30 Uhr:  USA –  Italien 1:3 (1:0)
- Gruppe B – 18. Juni 2009, 16:00 Uhr:  USA –  Brasilien 0:3 (0:2)
- Gruppe B – 21. Juni 2009, 20:30 Uhr:  Italien –  Brasilien 0:3 (0:3)

## 2. Länderspiel der British and Irish Lions Tour 2009 in Pretoria
- 27. Juni 2009:  Südafrika –  British and Irish Lions 28:25

## Spiele der Fußball-Weltmeisterschaft 2010 in Pretoria

### Gruppenspiele
- Gruppe D – 13. Juni 2010, 16:00 Uhr:  Serbien –  Ghana 0:1 (0:0)
- Gruppe A – 16. Juni 2010, 20:30 Uhr:  Südafrika –  Uruguay 0:3 (0:1)
- Gruppe E – 19. Juni 2010, 20:30 Uhr:  Kamerun –  Dänemark 1:2 (1:1)
- Gruppe C – 23. Juni 2010, 16:00 Uhr:  USA –  Algerien 1:0 (0:0)
- Gruppe H – 25. Juni 2010, 20:30 Uhr:  Chile –  Spanien 1:2 (0:2)

### Achtelfinale
- 29. Juni 2010, 16:00 Uhr:  Paraguay –  Japan 0:0 n. V., 5:3 i. E.